# Бібліотека № 123 для дітей (Київ)
Бібліотека № 123 для дітей Подільського району м.Києва.

## Адреса
04123 м.Київ проспект Свободи, 2-в тлф 434-65-08

## Характеристика
Площа приміщення бібліотеки - 450 м², бібліотечний фонд - 32,0 тис. примірників. Щорічно обслуговує 3,6 тис. користувачів, кількість відвідувань за рік - 32,1 тис., документовидач - 96,2 тис. примірників.

## Історія бібліотеки
Бібліотеку відкрито у 1978 році по вул. Бестужева, 32. З 1986 року бібліотека працює за вказаною адресою. З 2007 року має статус районної бібліотеки, виконує функції опорного та методичного центру для дитячих бібліотек району.
Бібліотека плідно співпрацює з дитячим садочком-школою «Паросток», ЗНЗ №» 34, № 156, № 262.
При бібліотеці працює «Етикет-клас» , відвідуючи який діти – читачі бібліотеки отримують знання з гарних манер, тактовного поводження в суспільстві.
Надаються послуги ВСО і МБА.